# Chambre de commerce et d'industrie de l'Oise
La chambre de commerce et d'industrie de l'Oise est la CCI du département de l’Oise. Son siège est à Beauvais au 18 rue d'Allonne. Elle a des annexes avec des centres de formation à Compiègne et Nogent-sur-Oise.
Elle fait partie de la chambre régionale de commerce et d'industrie de région Hauts-de-France

## Missions
À ce titre, elle est un organisme chargé de représenter les intérêts des entreprises commerciales, industrielles et de service de l’Oise et de leur apporter certains services. C'est un établissement public qui gère en outre des équipements au profit de ces entreprises.
Comme toutes les CCI, elle est placée sous la double tutelle du Ministère de l'Industrie et du Ministère des PME, du Commerce et de l'Artisanat.

### Service aux entreprises
- Centre de formalités des entreprises
- Assistance technique au commerce
- Assistance technique à l'industrie
- Assistance technique aux entreprises de service
- Point A (apprentissage)

### Gestion d'équipements
- Port fluvial de commerce de Creil ;
- Port fluvial de commerce de Nogent sur Oise ;
- Aéroport de Paris Beauvais Tillé jusqu'en mars 2008 ;
- ZAC Mercières à Compiègne.

### Centres de formation
- Centre de formation d'apprentis de la CCI de l'Oise à Nogent sur Oise et à Gouvieux (Commerce, Mécanique, Hotellerie et Optique).

## Historique
1er janvier 2017 : intégration dans la nouvellement créée CCI de région Hauts-de-France

## Pour approfondir